# Bruno Pellizzari
Bruno Pellizzari (ur. 5 listopada 1907 w Mediolanie, zm. 22 grudnia 1991 tamże) – włoski kolarz torowy, brązowy medalista olimpijski oraz brązowy medalista mistrzostw świata.

## Kariera
Pierwszy sukces w karierze Bruno Pellizzari osiągnął w 1929 roku, kiedy wygrał zawody sprinterskie w Kopenhadze. Na rozgrywanych rok później mistrzostwach świata w Brukseli był trzeci w sprincie indywidualnym amatorów, ulegając jedynie Francuzowi Louisowi Gérardinowi oraz Brytyjczykowi Sydowi Cozensowi. W 1932 roku wystartował na igrzyskach olimpijskich w Los Angeles, gdzie w swej koronnej konkurencji zdobył brązowy medal – wyprzedzili go tylko Holender Jacobus van Egmond oraz Francuz Louis Chaillot. Ponadto czterokrotnie zdobywał mistrzostwo Włoch w sprincie (1931, 1932, 1934 i 1935).